# 公安部刑事侦查局
公安部刑事侦查局，序列号公安部五局，简称公安部刑侦局，是中华人民共和国公安部负责刑事犯罪侦查的内设职能局。

## 沿革
1949年4月9日，中国人民革命军事委员会公安部改名为中央人民政府公安部，下设五局（武装保卫局，建制在解放军总政治部）。1959年3月19日，中华人民共和国国务院同意公安部组织机构设：五局（武装保卫局，建制在解放军总政治部）。1964年1月27日，经国务院批准，公安部机构设置为：五局（武装保卫局，建制在解放军总政治部）。
1969年1月19日，公安部将原来的11个厅、局合并为5个办公室（政治、行政、侦破、治安、接待办公室），编制由1200多人减为126人（含借调军队干部41人）。
1970年7月3日，经中共中央批准，中共公安部核心小组和公安部革命委员会成立。在革命委员会下设置五个组：（一）办事组，负责原公安部办公厅的工作；（二）政工组，负责政治工作；（三）政保组，负责侦察、保卫工作；（四）治安保卫组，负责民警、治安、消防、劳教工作和原中华人民共和国内务部交来的一些工作；（五）预审组，负责预审、劳改工作。11月28日，将办事组改为办公室；公安部发出《关于我部机构设置和启用印章的通知》，从12月2日起启用新印章。
1971年9月17日，中共公安部核心小组会议决定．按国务院批准的编制执行，机构改为一室七组，即办公室、政工组、政治保卫组、治安保卫组、安全保卫组、劳改工作组、预审组、警卫组。
1983年9月10日，国务院批复同意公安部关于机构编制的请示。公安部下设五局（刑事案件侦察）。1989年3月5日，公安部发出《关于印发公安部“三定”方案的通知》。为便于工作，公安部各局、司重新编排序号如下：刑事侦察局为五局。
1994年5月12日，公安部部长办公会议审议通过了部机关各局内设机构的《三定方案》，公安部机关设19个职能局（含3个属武警现役编制的局）和政治部（4个局级机构），下设：刑事侦查局（承担“国际刑警组织中国中心局”的业务工作）。
1998年8月11日，根据《公安部职能配置、内设机构和人员编制规定》，改革后公安部的局级机构有：刑事侦查局（五局）。

## 职责
根据有关规定，公安部刑事侦查局承担下列职能：
1. 掌握刑事犯罪动态，收集、通报、交流刑事犯罪信息，拟订预防、打击对策。
2. 组织、指导、监督地方公安机关开展对刑事犯罪的侦查工作。
3. 拟订刑事技术和警犬技术工作发展规划并组织推广应用，为侦办重大疑难刑事案件提供技术支援。
4. 承担公安机关鉴定机构和鉴定人登记管理工作。
5. 组织、指导打击拐卖妇女儿童犯罪工作。
6. 承办上级交办案件。
7. 主管南昌、昆明警犬训练基地，沈阳警犬技术学校，南京警犬研究所，中国法医学会，中国刑事科学技术协会，中国工作犬管理协会。

## 机构设置
根据有关规定，公安部刑事侦查局设置下列机构：

### 内设机构
- 综合处
- 刑侦基础工作指导处
- 刑事犯罪情报信息工作处
- 重案侦查处
- 有组织犯罪侦查处
- 打击拐卖妇女儿童处
- 电信网络诈骗犯罪侦查处
- 侵犯财产案件侦查处
- 缉捕行动处

### 直属事业单位
- 公安部南昌警犬训练基地
- 公安部昆明警犬训练基地
- 公安部警犬技术学校（公安部沈阳警犬基地）
- 公安部南京警犬研究所

### 主管社会团体
- 中国法医学会
- 中国刑事科学技术协会
- 中国工作犬管理协会

## 历任领导
| 公安部刑事侦查局局长 …… - 刘文 - 张新枫（1995年10月－2003年4月） - 何挺（2003年7月－2007年3月） - 杜航伟（2007年3月－2010年3月） - 白少康（2010年3月－2012年6月） - 刘安成 （2012年6月－2015年11月） - 杨东 （2015年11月－2019年1月） - 刘忠义（2019年5月－，2024年3月起为公安部党委委员、部长助理兼） | 公安部刑事侦查局政治委员 …… - 姜国利（2025年7月－） 公安部刑事侦查局副局长 …… - 杨东（？－2015年11月） …… - 姜国利（？－？） - 龚志勇（？－） - 童碧山（？－） - 陈建锋（？－） - 陈士渠（？－） - 郑翔（？－） 公安部刑事侦查局副巡视员 …… - 陈小坤 （？－？） …… |